# Kenneth
Kenneth ist ein englischer männlicher Vorname. Eine Kurzform des Namens ist Ken.

## Etymologie
Der Name stammt aus der keltischen Sprache von Coinneach und bedeutet „hübsch, tüchtig, flink“. Die zweite mögliche Herkunft wäre aus dem Altenglischen von Cyne-ath „königlicher Schwur“. Weitere Herkunftsmöglichkeiten sind aus dem piktischen Namen Ciniod oder dem gälischen Cináed, und kann ebenso „Feuerkopf“ oder „aus dem Feuer geboren“ bedeuten.

## Namenstag
Als Namenstag wird der 1. August angegeben.

## Namensträger

### Historische Zeit
- Kenneth (Heiliger) Canice (Cainnech) (515/516–600), schottischer Heiliger
- Kenneth (Heiliger) Kined (Kenned) (6. Jh.), walisischer Heiliger
- Kenneth I. (Cinead mac Alpin; um 810–858), König von Schottland
- Kenneth II. (Cináed mac Maíl Coluim; † 995), König von Schottland
- Kenneth III. (Cináed mac Duib; † 1005), König von Schottland

### Vorname
- Kenneth J. Alford (1881–1945), britischer Komponist
- Kenneth Anger (1927–2023), US-amerikanischer Filmemacher und Autor
- Kenneth Anthony (* 1951), Politiker auf dem Inselstaat St. Lucia
- Kenneth Arrow (1921–2017), US-amerikanischer Wirtschaftswissenschaftler
- Kenneth Baugh (1941–2019), jamaikanischer Politiker
- Kenneth Branagh (* 1960), nordirischer Schauspieler
- Kenneth Bulmer (1921–2005), britischer Schriftsteller
- Kenneth E. Boulding (1910–1993), US-amerikanischer Wirtschaftswissenschaftler britischer Herkunft
- Kenneth Choi (* 1971), US-amerikanischer Schauspieler
- Kenneth Churchill (1910–1980), US-amerikanischer Speerwerfer
- Kenneth Clatterbaugh, US-amerikanischer Philosoph
- Kenneth Dadzie (1930–1995), ghanaischer Diplomat
- Kenneth Duberstein (1944–2022), US-amerikanischer politischer Berater (Republikaner) und Stabschef des Weißen Hauses
- Kenneth Eriksson (* 1956), schwedischer Rallyefahrer
- Kenneth A. Evans (1898–1970), US-amerikanischer Politiker
- Kenneth A. Farley (* 1964), US-amerikanischer Geochemiker
- Kenneth D. Garbade (* 1946), US-amerikanischer Wirtschaftswissenschaftler
- Kenneth Easterday (1973–2016), US-amerikanischer Filmschauspieler
- Kenneth Gilbert (1931–2020), kanadischer Cembalist
- Kenneth Glöckler (* 1984), deutscher Rapper
- Kenneth Haigh (1931–2018), britischer Schauspieler
- Kenneth Hollon (1909–1974), US-amerikanischer Jazzmusiker
- Kenneth A. Jackson (1930–2022), US-amerikanischer Physiker
- Kenneth Jacobs, US-amerikanischer Manager
- Kenneth A. Johnson (1931–1999), US-amerikanischer theoretischer Physiker
- Kenneth Kaunda (1924–2021), erster Präsident von Sambia
- Kenneth Keith (* 1937), neuseeländischer Richter am Internationalen Gerichtshof in Den Haag
- Kenneth Larsen (* ≈1958), dänischer Badmintonspieler
- Kenneth Lawrence (* 1964), US-amerikanischer Astronom
- Kenneth Macgowan (1888–1963), US-amerikanischer Film- und Theaterproduzent
- Kenneth MacMillan (1929–1992), britischer Ballett-Tänzer und Choreograf
- Kenneth MacMillan (* 1939), britischer Kameramann
- Kenneth McKellar (1927–2010), britischer Tenor
- Kenneth Mars (1935–2011), US-amerikanischer Schauspieler und Synchronsprecher
- Kenneth May (1915–1977), US-amerikanischer Mathematikhistorike und Hochschullehrer
- Kenneth Millar (1915–1983), US-amerikanischer Schriftsteller und Dozent
- Kenneth „Khalid“ Moss (1946–2022), US-amerikanischer Jazz- und R&B-Musiker
- Kenneth Nordtvedt (* 1939), US-amerikanischer Physiker
- Kenneth O’Donnell (1924–1977), US-amerikanischer Politiker und Berater von US-Präsident John F. Kennedy
- Kenneth Ormsby, kanadischer Eiskunstläufer
- Kenneth Patera (* 1942), US-amerikanischer Gewichtheber und Wrestler
- Kenneth Perez (* 1974), dänischer Fußballspieler
- Kenneth M. Regan (1891–1959), US-amerikanischer Politiker
- Kenneth S. Rogoff (* 1953), US-amerikanischer Ökonom und Professor an der Harvard University
- Kenneth Roane (1900–1984), US-amerikanischer Jazzmusiker
- Kenneth Roth (* 1955), Anwalt und seit 1993 Geschäftsführer von Human Rights Watch
- Kenneth Salters (* ≈1978), US-amerikanischer Jazzmusiker
- Kenneth Scicluna (* 1979), maltesischer Fußballspieler
- Kenneth Shelley (* 1951), US-amerikanischer Eiskunstläufer
- Kenneth Showell (1939–1997), US-amerikanischer Maler
- Kenneth Silverman (1936–2017), US-amerikanischer Biograf und Hochschullehrer
- Kenneth Sitzberger (1945–1984), US-amerikanischer Wasserspringer
- Kenneth Sivertsen (1961–2006), norwegischer Sänger und Komponist
- Kenneth Sivertsen (* 1973), norwegischer Skirennläufer
- Kenneth Smaron (* 1984), US-amerikanischer Pokerspieler
- Kenneth Spencer (1911–1964), US-amerikanischer Sänger
- Kenneth Starr (1946–2022), US-amerikanischer Jurist und Richter
- Kenneth Thomson, 2. Baron Thomson of Fleet (1923–2006), kanadischer Geschäftsmann, Kunstsammler und Mäzen
- Kenneth Tigar (* 1942), US-amerikanischer Schauspieler
- Kenneth Tobey (1917–2002), US-amerikanischer Theater- und Filmschauspieler
- Kenneth Utt (1921–1994), US-amerikanischer Filmproduzent
- Kenneth Van Compernolle (* 1988), belgischer Cyclocrossfahrer
- Kenneth Vanbilsen (* 1990), belgischer Radrennfahrer
- Kenneth Vandendriessche (* 1991), belgischer Duathlet und Triathlet
- Kenneth Vella (* 1970), maltesischer Badmintonspieler
- Kenneth Vermeer (* 1986), niederländischer Fußballtorhüter
- Kenneth Viglianisi (* 1992), italienischer Basketballspieler
- Kenneth Waltz (1924–2013), US-amerikanischer Politikwissenschaftler
- Kenneth Western (1899–1963), britischer Entertainer
- Kenneth White (1936–2023), schottischer Philologe und Schriftsteller
- Kenneth G. Wilson (1936–2013), US-amerikanischer Physiker
- Kenneth Zeigbo (* 1977), nigerianischer Fußballspieler
- Kenneth Zohoré (* 1994), dänisch-ivorischer Fußballspieler

## Variationen
- Kurzformen: Ken, Kenn, Kenny, Kenni, Kennie, Kenney, Ketti
- Variationen: Kennet, Kenet, Keneth